# Cirrochroa miranda
Cirrochroa miranda is een vlinder uit de familie van de Nymphalidae. De wetenschappelijke naam van de soort is voor het eerst geldig gepubliceerd in 1942 door Corbet.